# Slaveri i Bulgarien
Slaveri i Bulgarien syftar på förekomsten av slaveri inom det område som sedan kom att utgöra Bulgarien. 

## Historik
Under antiken förekom slaveri bland trakerna som bebodde det senare Bulgarien. Under den romerska tiden reglerades slaveriet enligt principerna om slaveri i Romerska riket, och under medeltiden utifrån lagarna om slaveri i Bysantinska riket. 

### Medeltiden
Under medeltiden var Bulgarien självständigt som Första bulgariska riket (681–1018) och Andra bulgariska riket (1185–1422). Slaveri beskrivs som en ekonomiskt marginell institution i Bulgarien.
Slavarna kallades otroks   och beskrivs som bönder utan egen jord som brukade godsägarens jord och som kunde köpas och säljas, men även var verksamma som hantverkare i städerna.  
De uppgavs ha ersatt de bysantinska livegna douparokoi som ingått i det tidigare bysantinska samhällssystemet på landsbygden.

### Osmanska tiden
Under Bulgariens tid som provins under det Osmanska riket (1422-1878) reglerades slaveriet under de lagar som gällde för slaveri i Osmanska riket. När Bulgarien blev fritt från Osmanska riket 1878 försvann alla former av slaveri från Bulgarien.